# Warkworth Castle

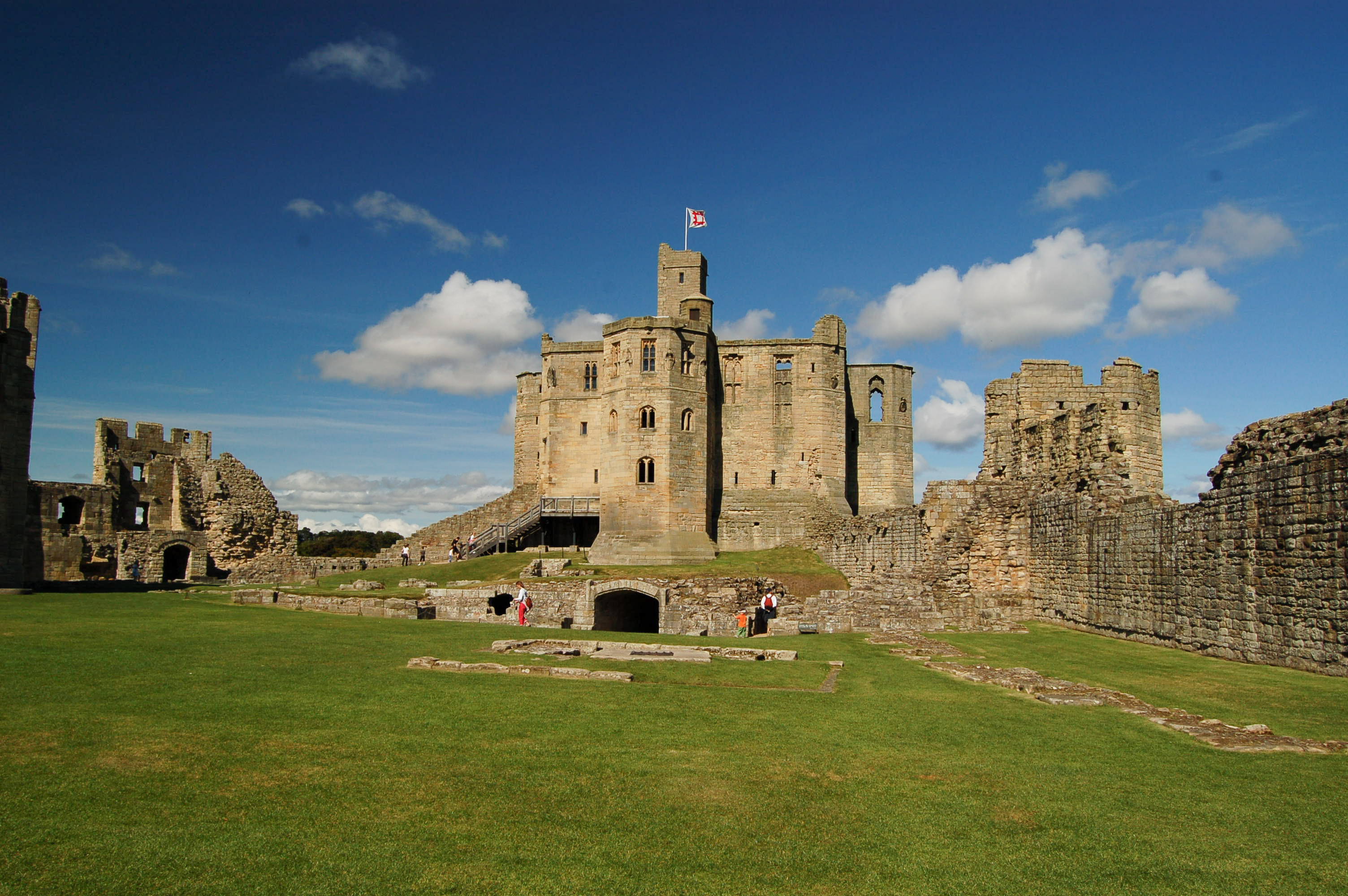
Einfriedung und Donjon von Warkworth Castle

Warkworth Castle ist eine mittelalterliche Burgruine im Dorf Warkworth in der englischen Grafschaft Northumberland. Dorf und Burg liegen in einer Flussschleife des Coquet, etwa 1 km von Englands Nordostküste entfernt. Man ist sich nicht sicher, wann die Burg gebaut wurde. Man schreibt sie dem Prinz Heinrich von Schottland Mitte des 12. Jahrhunderts zu, aber sie könnte auch auf Geheiß König Heinrichs II. von England gebaut worden sein, als dieser die nördlichen Grafschaften Englands eroberte. Warkworth Castle wurde in einer Charta von 1157 bis 1164 erstmals urkundlich erwähnt, als Heinrich II. sie Roger FitzRichard zu Lehen gab. Die hölzerne Burg wurde als schwach angesehen und beim Einfall der Schotten 1173 nicht verteidigt.
Rogers Sohn Robert FitzRoger erbte die Burg und baute sie aus. Robert war ein Favorit von König Johann Ohneland; er beherbergte den König 1213 auf Warkworth Castle. Die Burg blieb in der Familie, auch wenn es Perioden der Vormundschaft gab, wenn die Erben zu jung waren, um ihre Anwesen zu bewirtschaften. König Eduard I. übernachtete 1292 auf der Burg und John de Clavering, ein Nachfahre von Roger FitzRichard, vererbte die Burg der Krone. Mit dem Ausbruch der schottischen Unabhängigkeitskriege investierte König Eduard II. in Burgen wie Warkworth Castle, wo er 1319 die Garnison verstärken ließ. Im Jahre 1327 belagerten die Schotten die Burg zweimal ohne Erfolg.
John de Clavering starb 1332 und seine Witwe 1345, womit die Warkworth Castle an Henry de Percy fiel, nachdem König Eduard III. im Claverings Besitzungen versprochen hatte. Henry Percy, 1. Earl of Northumberland, fügte Ende des 14. Jahrhunderts den imposanten Donjon hinzu, der über dem Dorf zu sehen ist. Henry Percy, 4. Earl of Northumberland, ließ die Gebäude in der Vorburg umbauen und gab den Bau einer Kollegiatkirche in der Burg in Auftrag, aber nach seinem Tod wurden die Arbeiten eingestellt. Obwohl Algernon Percy, 10. Earl of Northumberland, die Parlamentaristen im englischen Bürgerkrieg unterstützte, wurde die Burg in diesem Konflikt beschädigt. Der letzte Earl Percy starb 1670. Mitte des 18. Jahrhunderts fand die Burg ihren Weg in die Hände von Hugh Smithson, der eine indirekte Percy-Erbin heiratete. Er nahm den Namen „Percy“ an und gründete die Dynastie der Dukes of Northumberland, in deren Händen die Burg blieb.
Ende des 19. Jahrhunderts ließen die Fürsten Warkworth Castle restaurieren und Anthony Salvin wurde mit der Renovierung des Donjons beauftragt. Alan Percy, 8. Duke of Northumberland, überantwortete die Burg 1922 an das Office of Works. Seit 1994 verwaltet English Heritage das Anwesen und hat es als historisches Gebäude I. Grades und Scheduled Monument gelistet. 2024 betrug die Besucherzahl etwa 53.000 Personen.

## Geschichte

### Frühe Geschichte

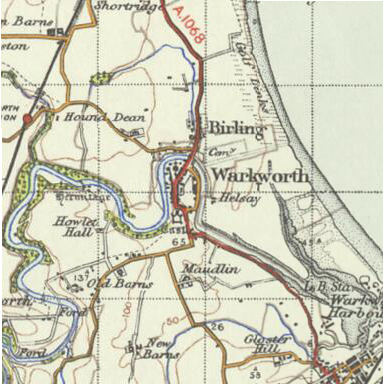
Eine Ordnance-Survey-Karte von 1945 zeigt Warkworth in der Flussschleife des Coquet. Warkworth Castle befindet sich am Südende der Schleife.

Wenn auch die Geschichte der Siedlung Warkworth in Northumberland bis mindestens auf das 8. Jahrhundert zurückgeht, so wurde doch die erste Burg an dieser Stelle nicht vor der normannischen Eroberung Englands errichtet. Das Dorf und seine Burg lagen in einer Flussschleife des Coquet. Die Burg wurde am Südrand des Dorfes errichtet und wachte so über der Landenge der Halbinsel. Eine befestigte Brücke schützte auch den Zugang zum Dorf. Das umliegende Tiefland eignete sich gut für die Landwirtschaft. Bauzeitpunkt und Veranlasser der Burg sind unsicher, aber man denkt, dass Prinz Heinrich von Schottland dafür verantwortlich war. Im Bürgerkrieg in Südwest-England musste König Stephan sich der Sicherheit von Nordengland versichern. Der Vertrag von Durham 1139 zwischen Schottland und England bot ihm diese Sicherheit. Nach diesem Vertrag wurde Heinrich von Schottland Earl of Northumbria und musste dafür die Kontrolle über Bamburgh Castle, und Newcastle Castle an die Engländer abgeben. Ohne diese beiden Burgen benötigte Heinrich einen neuen Sitz, von dem aus er seine Macht ausüben konnte, und Warkworth Castle könnte seine Bedürfnisse befriedigt haben. Unterlagen zeigen aber, das Heinrich auch nach Unterzeichnung des Vertrages Bamburgh Castle besetzt hielt, und, nachdem Warkworth Castle für damalige Verhältnisse eine eher bescheidene Burg war, könnte es auch sein, dass sie jemand anderes bauen ließ. Heinrich starb 1153 und sein Sohn, Malcolm IV. – 1153 zum König von Schottland gekrönt –, erbte seine Ländereien. 1157 reiste Malcolm nach Peveril Castle in Derbyshire, wo er dem neu gekrönten König von England, Heinrich II., seine Aufwartung machte. Malcolm übergab Heinrich die nördlichen Grafschaften Englands einschließlich Bamburgh Castle, Carlisle Castle, Newcastle Castle und vermutlich auch Appleby Castle, Brough Castle, Wark-on-Tweed Castle und Warkworth Castle. Es ist aber auch möglich, dass Heinrich II. 1157 Warkworth Castle bauen ließ, um seine Ländereien in Northumberland zu sichern. Andere Burgen wurden damals in dieser Gegend zu diesem Zweck gebaut, z. B. Harbottle Castle.

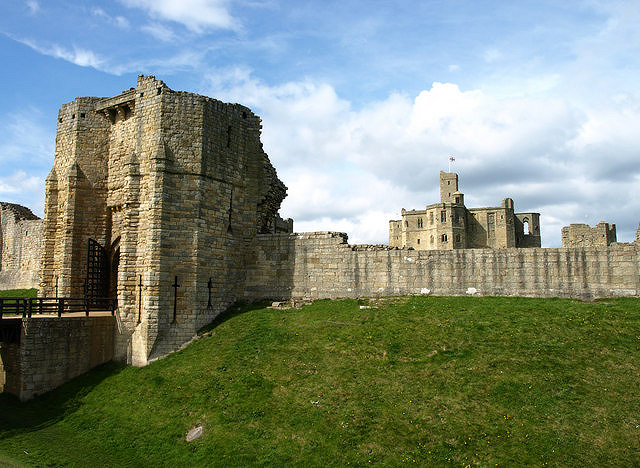
Das Torhaus von Warkworth Castle (links) datiert großteils aus dem 13. Jahrhundert.

Die erste urkundliche Erwähnung von Warkworth Castle findet sich in einer Charta von 1157–1164, wo erwähnt wird, dass Heinrich II. die Burg und die umgebende Grundherrschaft Roger FitzRichard, einem Mitglied einer adligen normannischen Familie, zu Lehen gab. Man denkt, dass die Charta die Bezeichnung „Burg“ für die Beschreibung eines Wohnhauses von gehobenem Status an dieser Stelle verwendet, das möglicherweise aus angelsächsischer Zeit stammte, was wiederum bedeutet, dass Roger die Burg errichten ließ. Ihm gehörten Ländereien in einem weitläufigen Gebiet, und Warkworth könnte nur eine geringe Bedeutung im Verhältnis zu seinen anderen Besitzungen gehabt haben. Als die Schotten 1173 nach Northumberland einfielen, wurde Warkworth Castle nicht von Roger FitzRichards Garnison verteidigt, obwohl sich der Herr im Lande befand. Die Befestigung der Burg wurde damals als „schwach“ beschrieben. 1174 überfiel Duncan, 4. Earl of Fife Warkworth. Die zeitgenössische Quelle erwähnt die Burg nicht und bemerkt stattdessen, dass die Dorfbewohner in der Kirche Schutz suchten. Als Roger FitzRichard 1178 starb, war sein Sohn Robert FitzRoger noch ein Kind. Ein Vormund kümmerte sich um die Ländereien der Familie, bis Robert 1191 volljährig wurde. Er zahlte 1199 der Krone 300 Mark für die Bestätigung seines Besitzes von Warkworth einschließlich der Burg. Robert werden umfangreiche Bauarbeiten an Warkworth Castle zugeschrieben. Als Favorit des Königs Johann Ohneland beherbergte Robert diesen 1213 in Warkworth Castle.
Warkworth Castle wurde weiterhin innerhalb der Familie vererbt, als Robert FitzRoger 1214 sein Sohn John folgte, dem 1240 wiederum dessen Sohn Roger folgte. Roger starb 1249, als sein Sohn Robert nur 1 Jahr alt war, und so wurde ein Vormund bestimmt, der sich um die Ländereien der Familie kümmern sollte: William de Valence, ein Halbbruder von König Heinrich III. Die Burg, die vom Geschichtsschreiber Matthäus Paris damals als „nobel“ bezeichnet wurde, blieb bis 1268 unter der Verwaltung von de Valence, dann fiel sie an Robert FitzJohn zurück. 1292 verbrachte König Eduard I. eine Nacht in Warkworth Castle. Der englische König war gebeten worden, einen Disput um den schottischen Thron zu schlichten, beanspruchte diesen aber selbst, was zu den schottischen Unabhängigkeitskriegen führte. Nach dem schottischen Sieg in der Schlacht von Stirling Bridge 1297 wurden Robert und sein Sohn John de Clavering gefangen genommen. Später wurden sie wieder freigelassen und 1310 erlangte John wieder die Kontrolle über die Ländereien der Familie. Ein Jahr später verfügte John, dass im Falle seines Todes all seine Besitzungen an den König fallen würden. Etwa von 1310 bis 1330 mussten sich die Engländer schottischer Angriffe auf den Norden ihres Landes erwehren. Die Wichtigkeit großer Burgen in den schottischen Unabhängigkeitskriegen war so groß, dass die Krone ihre Unterhaltung und sogar ihren Neubau subventionierte. Im Jahre 1319 zahlte König Eduard II. für eine Garnison von vier Men-at-arms und acht leichten Reitern, um die bestehende Garnison von 12 Men-at-arms zu verstärken. Ralph de Neville war 1322 der Statthalter von Warkworth Castle. Da er mit Johns Tochter Euphemia verheiratet war, hatte er wohl gehofft, Claverings Besitzungen zu erben, was aber nicht eintrat. Zweimal belagerten schottische Truppen im Jahre 1327 die Burg ohne Erfolg.

### Familie de Percy
Um diese Zeit wurde die Familie de Percy zur mächtigsten Dynastie von Northumberland. Henry Percy, 2. Baron Percy, war in Diensten von König Eduard III. und erhielt auf Dauer 500 Mark pro Jahr für die Führung einer Kompanie von Waffenknechten. Für seinen jährlichen Lohn wurden de Percy 1328 im Gegenzug die Rechte an Claverings Ländereien versprochen. Das Parlament erklärte derartige Verträge 1331 für ungesetzlich, aber nachdem man das Ansinnen von de Percy anfänglich zurückgewiesen hatte, erhielt er doch eine Sondererlaubnis, de Clavering zu beerben. John de Clavering starb 1332 und seine Witwe 1345, womit die Ländereien der Familie Eigentum der Familie de Percy wurden. Zwar gehörte den de Percys auch Alnwick Castle, das als prestigeträchtiger galt, aber die Familie residierte lieber in Warkworth Castle. Unter den de Percys wurden in der Nähe der Burg ein Park zur Jagd angelegt und innerhalb der Burg zwei Wohnblocks geschaffen, die der Geschichtswissenschaftler John Goodall als „von unvergleichlicher Qualität und feinster Ausbildung in Northumberland“ bezeichnete. Henry de Percy, 2. Baron Percy, starb in Warkworth 1352.

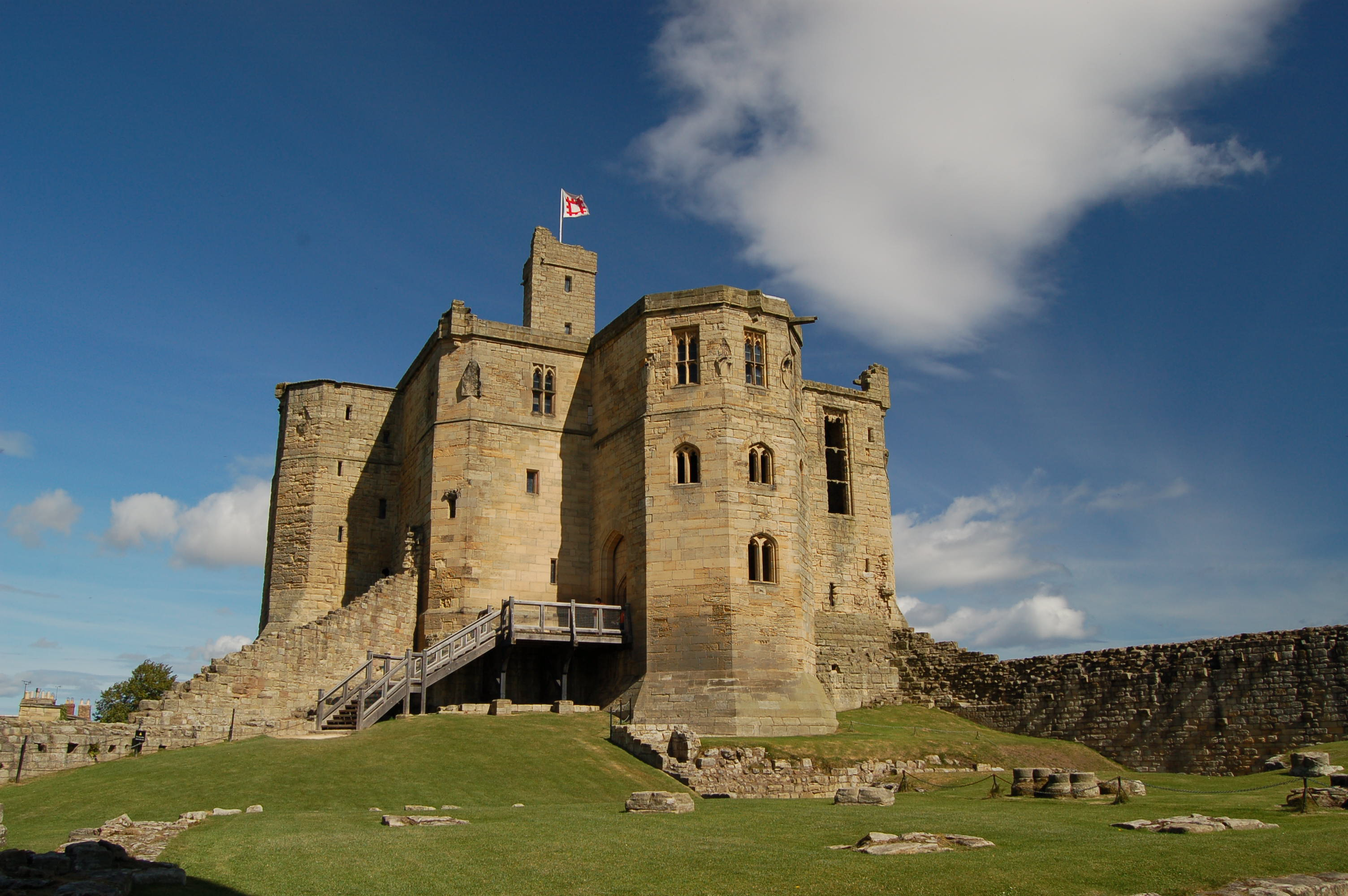
Der Donjon wurde auf Geheiß von Henry Percy, 1. Earl of Northumberland, errichtet.

1377 wurde der 4. Baron Percy, Henry Percy, in Anerkenntnis seiner ausgedehnten Macht im Marschland entlang der englisch-schottischen Grenze zum Earl of Northumberland ernannt. Damit waren die de Percys die erste Familie im Norden Englands, denen die Würde des Earldoms verliehen wurde. Mit ihrem Netzwerk von Kontakten und Abhängigkeiten waren die de Percys die vorherrschende Familie im Nordengland des 14. Jahrhunderts, „weil sie das Vertrauen der Leute im Norden immer hatten“, in den Worten des zeitgenössischen Geschichtsschreibers John Hardyng. Henry de Percy beauftragte den Bau eines besonderen Donjons, kurz nachdem er zum Earl of Northumberland ernannt worden war. De Percy könnte seine Hauptburg erweitert haben, um mit John of Gaunt zu konkurrieren, der das nahegelegene Dunstanburgh Castle ausbauen ließ, oder mit dem Haus Neville, einer Familie, die in Nordengland zunehmend an Macht gewann und die ein Bauprogramm an Brancepeth Castle, Raby Castle, Bamburgh Castle, Middleham Castle und Sheriff Hutton Castle durchführen ließ. Architektonische Gemeinsamkeiten des Donjons von Warkworth mit Bolton Castle und den Wohngebäuden von Bamburgh Castle legen es nahe, dass John Lewyn der verantwortliche Baumeister für den Donjon in Warkworth war. Earl Henry beteiligte sich an der Entthronung von Richard II. und an der Inthronisation von Heinrich IV. Der Earl und sein ältester Sohn, Henry „Hotspur“ Percy, fielen beim neuen König in Ungnade und rebellierten schließlich. Nachdem Hotspur 1403 in der Schlacht von Shrewsbury gefallen war, floh sein Vater auf Warkworth Castle. Der Earl begab sich schließlich nach York, um sich dem König zu unterwerfen. Er wurde gefangen genommen und der König sandte seine eigenen Leute auf Alnwick Castle, Langley Castle, Prudhoe Castle und Warkworth Castle. Der 14-jährige Sohn des Earls pochte darauf, dass er loyal zum König stünde, aber nicht die Macht hätte, die Burg formal zu übergeben, und so blieb sie im Einflussbereich der de Percys. Henry wurde 1404 begnadigt.
Earl Henry rebellierte 1405 erneut; diesmal schloss er sich der erfolglosen Revolte von Erzbischof Scrope an. Während Henry nach der erfolglosen Rebellion nach Norden floh, boten seine Burgen einen gewissen Widerstand, bevor sie sich den königlichen Kräften ergeben mussten. Warkworth Castle selbst war gut besetzt und die Garnison weigerte sich anfangs, sich zu ergeben. Aber nach nur sieben Schuss aus Heinrichs IV. Kanone ergaben sich die Verteidiger, wie der König in einem Brief aus Warkworth schrieb. Die Burg fiel so an die Krone und wurde von einem der Söhne des Königs, John of Lancaster, 1. Duke of Bedford, genutzt, der bestimmt worden war, über die Gegend zu herrschen. Sie blieb im Eigentum der Krone, bis Heinrich V. sie 1416 der Familie zurückgab und gleichzeitig den Sohn von Henry „Hotspur“ Percy, einen weiteren Henry, zum 2. Earl of Northumberland ernannte. Es ist bekannt, dass der 2. Earl of Northumberland in Warkworth Castle residierte und dort auch Bauarbeiten durchführen ließ, aber man weiß nicht, für welche Gebäudeteile er verantwortlich ist.
In den Rosenkriegen unterstützten die de Percys das Haus Lancaster und der zweite Earl und sein Nachfolger, Henry Percy, 3. Earl of Northumberland, fielen in der Schlacht von St Albans 1455, bzw. in der Schlacht von Towton 1461. Der neue König, Eduard IV., erkannte der Familie die bürgerlichen Ehrenrechte ab und ihr Besitz wurde eingezogen. Am 1. August 1464 wurde der Titel des Earls of Northumberland als Lohn für die Unterdrückung der Rebellionen des Hauses Lancaster in der vorhergehenden drei Jahren dem Yorkisten John Neville, 1. Marquess of Montagu, verliehen, und damit auch die Burg. Während seiner Lehenszeit ließ er einen 7,5 Meter hohen, rechteckigen Turm für Verteidigungszwecke “mit Schießscharten in den drei Außenwänden” bauen. Dieser Turm heißt bis heute „Montagu’s Tower“. Sein Bruder, Richard Neville, 16. Earl of Warwick, nutzte Warkworth Castle als Basis, von der aus die Angriffe und Belagerungen der Burgen der Lancastrianer – Alnwick Castle, Bamburgh Castle und Dunstanburgh Castle – koordiniert wurden. 1470 gab Eduard IV. die Ländereien der de Percys an den ältesten Sohn des dritten Earls, der ebenfalls Henry hieß, zurück. Ein Jahr später erhielt Henry auch wieder den Titel eines Earls von Northumberland. Irgendwann nach 1472 ließ Henry die Gebäude der Vorburg umbauen. Er plante auch den Bau einer Kollegiatkirche in der Burg, aber die diesbezüglichen Arbeiten wurden mit seinem Tod eingestellt. Als der vierte Earl 1489 ermordet wurde, erbte sein Sohn, Henry Algernon, die Burg und erhielt sie weiterhin. Anfang des 16. Jahrhunderts war Henry Percy, 6. Earl of Northumberland, für die Beseitigung der Reste der Kollegiatkirche verantwortlich, die sein Großvater begonnen, aber sein Vater nicht fertiggestellt hatte. Thomas Percy, der Bruder des sechsten Earls, wurde wegen seiner Rolle in der Pilgrimage of Grace 1536 hingerichtet. Als Henry Percy im Folgejahr ohne männliche Nachkommen verstarb, fielen die Ländereien der Familie erneut an die Krone. Auch wenn königliche Offiziere die Burg immer noch nutzten, so war sie bis 1550 doch schon verfallen. 1557 wurden die Ländereien der de Percys an die Nachfahren von Thomas Percy zurückgegeben und der Neffe des sechsten Earls, ein weiterer Thomas Percy, erhielt das Earldom. Er ließ mit der Reparatur der Burg beginnen und dabei “den Rittersaal und andere Häuser der Verwaltung” abreißen.

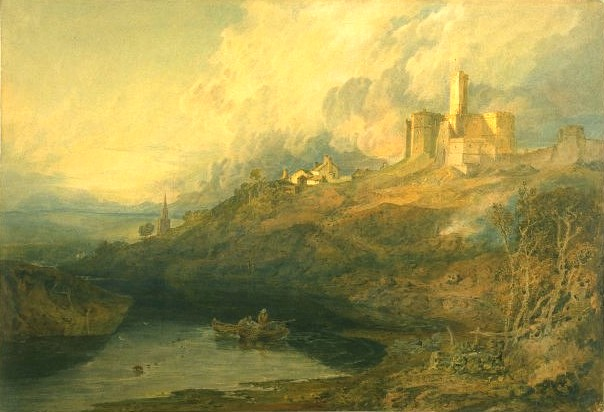
William Turner malte Warkworth Castle 1799. Die Ruinen zogen schon Mitte des 18. Jahrhunderts Touristen an.

Die Erhebung des Nordens 1569 war eine Rebellion der katholischen Adligen in Nordengland gegen die protestantische Königin Elisabeth I. Der Katholik Thomas Percy schloss sich der Rebellion an. Die Unterstützer kamen in Alnwick Castle und Warkworth Castle zusammen. Sir John Forster, Wächter der Marsch, befahl den Einwohnern, die Burgen zu verlassen und die Burgen wurden ihm übergeben. Während des folgenden Konfliktes verblieb Warkworth unter königlicher Kontrolle. Forster plünderte die Burg und entfernte alle Holzteile und Einrichtungsgegenstände. Wenigstens teilte der Donjon nicht das Schicksal der übrigen Burg, aber im April 1572 beklagte Henry Carey, 1. Baron Hunsdon, die Behandlung, die den Burgen der de Percys zuteilwurde, und schrieb an den Ministerpräsidenten der Königin: „Es ist ein großer Schaden, mit ansehen zu müssen, wie Alnwick Castle und Warkworth Castle durch ihn verdorben werden (…) Ich wurde glaubhaft davon informiert, dass er sie beide tatsächlich verunstalten will.“ Thomas Percy wurden die bürgerlichen Ehrenrechte aberkannt, sodass er am 22. August, als die Engländer seiner habhaft wurden, ohne Gerichtsverfahren hingerichtet wurde. In der Folge wurde sein Sohn bei der Erbfolge übergangen, aber laut dem königlichen Dekret konnte sein Bruder erben. 1574 gewährte Elisabeth Henry Percy, die Erlaubnis, den Familienbesitz zu erben und den Titel eines Earl of Northumberland zu erhalten.
Die Burg bildete den Hintergrund für verschiedene Szenen in William Shakespeares Drama Heinrich IV. Ein weiterer Henry Percy erbte 1585 die Ländereien der Familie und erhielt den Titel eines Earl of Northumberland. Nach dem erfolglosen Gunpowder Plot von 1605 wurde der Earl eingesperrt, weil er mit Thomas Percy, einem der Verschwörer, zu tun hatte. Kurz vor seiner Verurteilung (zu £ 30.000 Geldstrafe und Festungshaft im Tower of London) verpachtete der Earl Warkworth Castle an Sir Ralph Grey, dem Chillingham Castle in Northumberland gehörte. Grey vernachlässigte die Burg des Earls und ließ sie weiter verfallen. Das Blei der Dächer der Vorburg wurde 1607 verkauft, um die finanziellen Probleme des Earl zu lindern. Als Jakob I. die Burg 1617 auf seinem Weg nach Schottland besuchte, war seine Entourage verärgert über den bemitleidenswerten Zustand der Burg. Mit der Vereinigung von England und Schottland unter einem Herrscher entfiel die Notwendigkeit für die Earls of Northumberland, zwei große Burgen an der englisch-schottischen Grenze zu unterhalten. Sie unterhielten Alnwick Castle auf Kosten von Warkworth Castle. Im ersten Viertel des 17. Jahrhunderts wurde diente Donjon der Gerichtsbarkeit der Grundherrschaft und zum Auslegen von Hafer.
Die Details um die Rolle von Warkworth Castle im englischen Bürgerkrieg sind unklar, aber der Konflikt führte zu weiteren Schäden an der Struktur der Burg. Anfangs wurde sie von den Royalisten gehalten, war aber immer noch wichtig genug, dass die Schotten, als sie 1644 nach England einfielen, die Übergabe erzwangen. Algernon Percy, 10. Earl of Northumberland, unterstützte die Parlamentaristen, was die Schotten davon abgehalten haben mag, die Burg schwer zu beschädigen. Parlamentstreue Truppen übernahmen die Burg 1648. Als sie sie wieder verließen, nahmen sie alle Türen und Eisenbeschläge mit, sodass der Feind die Burg nicht mehr als Festung nutzen konnte. Sie mögen auch die Burg teilweise zerstört haben und so für ihren heutigen Zustand verantwortlich sein. Algernon Percy versuchte 1649 erfolglos, seinen Schaden ersetzt zu bekommen.

### Dukes of Northumberland und Gegenwart

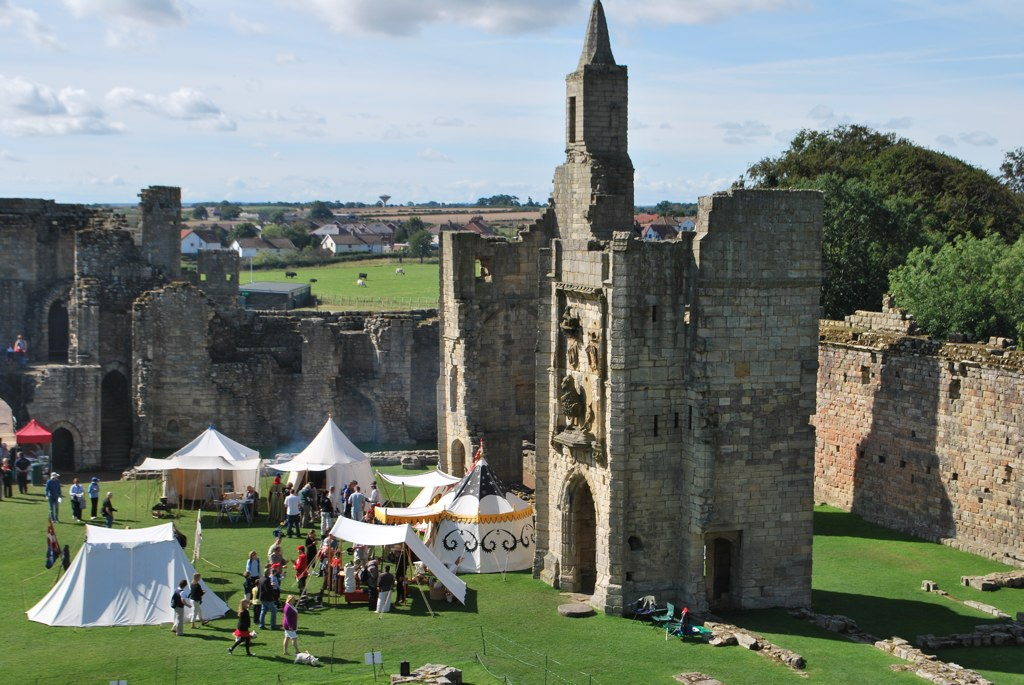
Die Burg wird seit 1984 von English Heritage verwaltet.

Josceline Percy, der 11. und letzte Earl der Familie, starb 1670. Zwei Jahre nach seinem Tod erklärte sich seine Witwe damit einverstanden, dass Steine aus dem Donjon als Baumaterial für Chirton Hall wiederverwendet wurden. Insgesamt wurden 272 Schubkarrenladungen von Steinen vom Donjon entfernt. Josceline Percys Besitzungen fielen durch Heirat an den Duke of Somerset. Im Jahre 1698 beschlossen die Eigner von Warkworth Castle, dieses nicht zu renovieren, nachdem der Ersatz von Zinnen, Böden und Fenstern auf eine Gesamtsumme von £ 1600 geschätzt worden war. Elizabeth Seymour erbte das Anwesen 1750 von ihrem Vater. Ihr Gatte, Hugh Smithson, änderte seinen Namen in „Hugh Percy“ und die Burg wurde dann in der Dynastie der Dukes of Northumberland, die er begründet hatte, weitervererbt.
Im 18. Jahrhundert ließ man die Burg weiter verfallen. Der Südwestturm zerfiel und um 1752 wurde ein Teil der Kurtine östlich des Torhauses abgerissen, gegen Ende dieses Jahrhunderts aber wieder aufgebaut. Für die Siedlung und ihre historischen Ruinen interessierten sich zunehmend Touristen, insbesondere, seit Bischof Thomas Percy ein Gedicht namens The Hermit of Warkworth geschrieben hatte. Mitte des 19. Jahrhunderts ließ Hugh Percy, 3. Duke of Northumberland, einige Erhaltungsarbeiten durchführen. Sein Nachfolger, Algernon Percy, beauftragte Anthony Salvin, den Donjon zu restaurieren. Die Arbeiten, die 1853–1858 ausgeführt wurden, waren nicht so umfangreich, wie Salvin es geplant hatte, und beschränkten sich auf eine Reparatur der Fassaden und das Einsetzen neuer Böden und Dächer für zwei Schlafkammern im zweiten Obergeschoss, die als Duke’s Chambers bekannt wurden. Der Herzog nutzte diese Kammern gelegentlich für Picknicks, wenn er von Alnwick Castle herüberkam. Algernon Percy finanzierte in den 1850er Jahren Ausgrabungen auf der Burg, die Überreste der Kollegiatkirche in der Vorburg zutage förderten.
Im Jahre 1922 übertrug Alan Percy, 8. Duke of Northumberland, die Verwaltung der Burg auf das Office of Works, das für die Verwaltung alter Denkmäler geschaffen worden war. Die Duke’s Chambers verblieben im direkten Einflussbereich der de Percys. Das Office of Works unternahm 1924 Ausgrabungen im Burggraben und entfernte den Wächter aus dem Torhaus. English Heritage, das heute das Anwesen managt und verwaltet, folgte 1984 dem Office of Works als Verwalter der Burg und drei Jahre später wurden auch die Duke’s Chambers unter ihren Verwaltung gestellt. Die Burg gilt heute als Scheduled Monument, ein „national wichtiges“ historisches Gebäude und ein Bodendenkmal, das gegen unerlaubte Veränderungen geschützt ist. 1995 wurde sie erstmals auch als historisches Gebäude I. Grades gelistet und als „international wichtige“ Struktur anerkannt.

## Layout

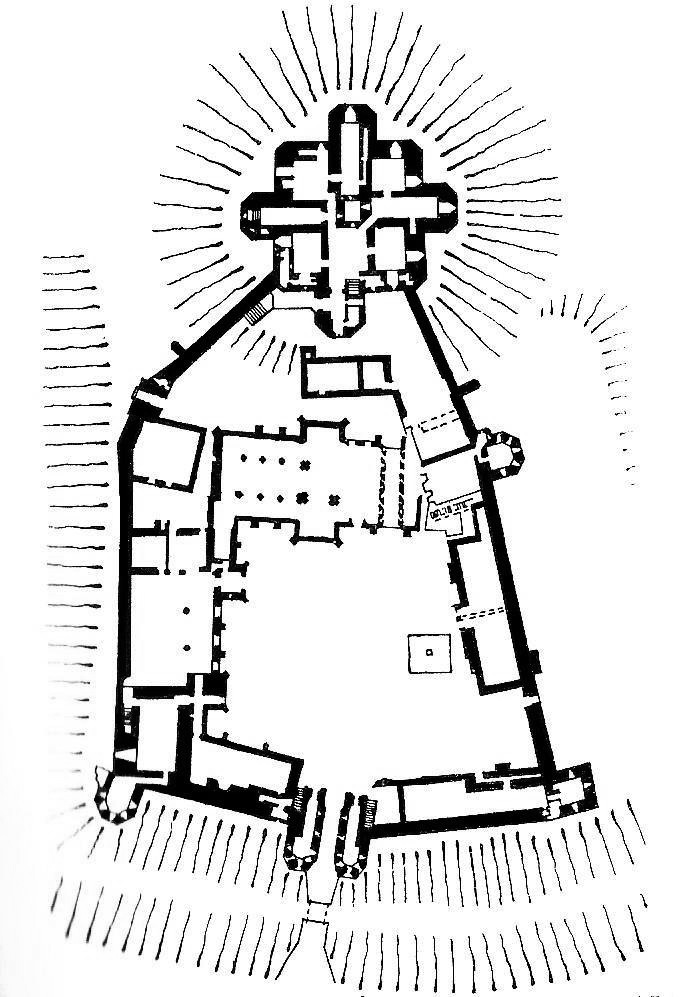
Der Donjon am nördlichen Ende der Burg stammt vom Ende des 14. Jahrhunderts. Der Haupteingang zu Warkworth Castle befand sich in einem Torhaus im Süden. Die Kurtine stammt vom Anfang des 13. Jahrhunderts.

Warkworth Castle hat eine unregelmäßige Einfriedung. Der Donjon befindet sich am nördlichen Ende über der Siedlung, die Vorburg liegt südlich davon. Der heutige Donjon wurde auf einem früheren Erdwall errichtet, der als Motte bezeichnet wird. Die Kurtine der Vorburg stammt vom Anfang des 13. Jahrhunderts. Es gibt vier Türme: Carrickfergus Tower in der Südwestecke, Montagu Tower in der Südostecke, einen Ausfalltorturm in der Westmauer (nördlich der Küche) und Grey Mare’s Tail Tower, der an die Ostmauer angebaut ist. Ebenfalls an die Ostmauer angebaut war eine Stallung. In der nördlichen Hälfte der Vorburg liegen – in Ost-West-Richtung ausgerichtet – die Überreste der nie fertiggestellten Kollegiatkirche aus dem 15. Jahrhundert. Sie wurde Anfang des 16. Jahrhunderts abgerissen. Direkt westlich der Kirche befand sich die Küche in einem Winkel der Kurtine, dort wo diese sich von ihrer Nord-Süd-Ausrichtung gegen den Donjon wendet. Entlang der westlichen Kurtine, südlich der Küche, befanden sich die Speisekammer, der Rittersaal und die Salons. Im Südwesten der Burg fand sich die Kapelle. Mit Ausnahme der Nordseite war die Burg von einem Graben umgeben.

### Torhaus
Das Torhaus in der Mitte der südlichen Kurtine stammt größtenteils aus dem 13. Jahrhundert. Es war ursprünglich über eine Zugbrücke zugänglich und die Besucher mussten durch zwei Tore gehen, jedes an einem Ende der Durchgangs, ebenso wie durch ein Fallgatter. Die halbachteckigen Vorsprünge auf beiden Seiten des Tordurchgangs gelten als Zierstücke. Zwischen den Vorsprüngen und oberhalb des Tores gab es Maschikulis, Öffnungen für Geschosse, die auf Angreifer abgefeuert werden konnten. Die Räume auf beiden Seiten des Durchgangs waren Wachräume. Die einzig verbleibenden Öffnungen an der Vorderfront sind Schießscharten auf Höhe des Erdbodens. Schießscharten an den anderen Seiten des Torhauses und entlang des Durchgangs ermöglichten dem Torwächter, Leute zu beobachten, die sich der Burg näherten oder sich in die Burg begaben. Das Torhaus wurde später im 19. und 20. Jahrhundert verändert, als dort der Burgwächter wohnte: Schießscharten an der Front des Torhauses sind vermutlich geschlossen worden.

### Westliche Gebäudeflucht

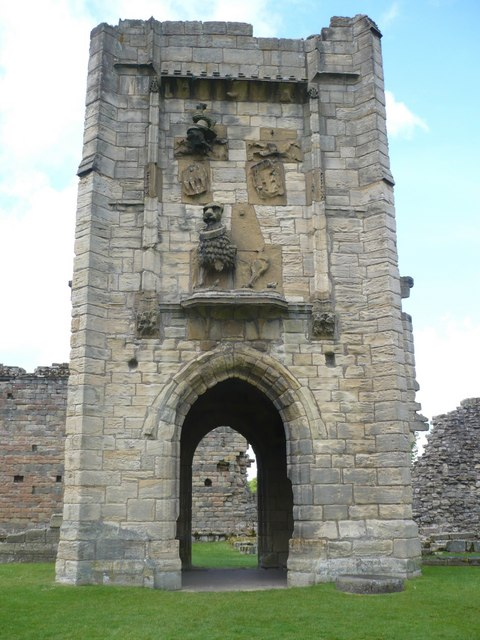
Der Lion Tower aus dem 15. Jahrhundert.

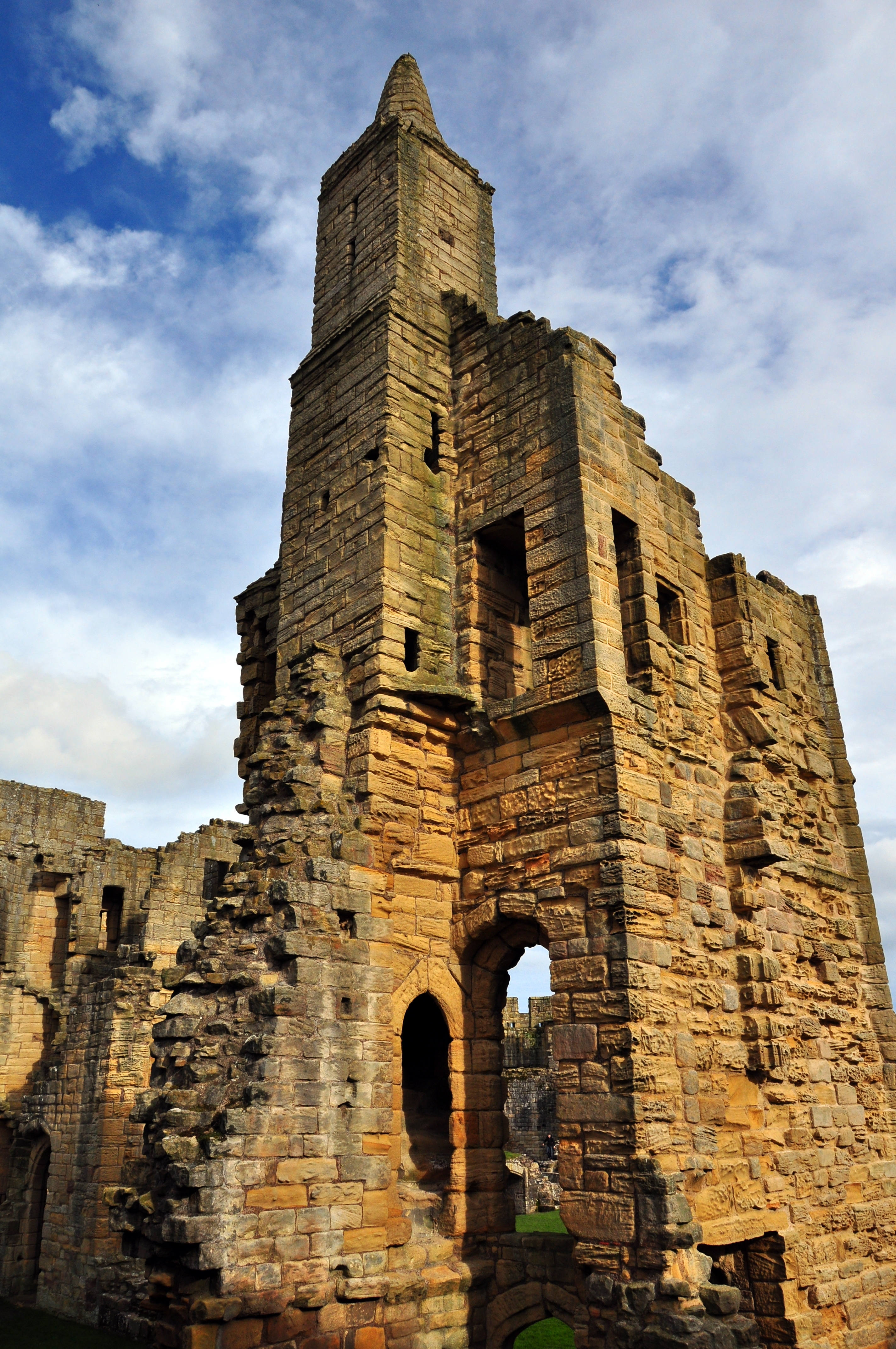
Die Überreste des Little Stair Tower

Die Gebäudeflucht an der westlichen Kurtine entlang stammt von ungefähr 1480, als der vierte Earl die Vorburg umbauen ließ. Der Rittersaal war der gesellschaftliche Mittelpunkt der Burg, wo sich der Haushalt zum Essen versammelte. Das heute in Ruinen liegende Gebäude ersetzte einen früheren Rittersaal an derselben Stelle, der um 1200 entstand, auch wenn ein Teil der Mauersteine von der Mitte des 12. Jahrhunderts stammt. Der Earl trat dort vermutlich von Süden, aus seinen Privaträumen, ein und die Leute von niedrigerem Rang durch den Lion Tower. Innen war der Rittersaal in zwei Flügel unterschiedlicher Breite aufgeteilt. Beide Rittersäle wurden durch offene Herdfeuer geheizt, von denen zwei vom älteren Rittersaal bis heute erhalten sind. Die gegenüberliegenden Enden des Rittersaals waren für Leute von entgegengesetzten Seite der gesellschaftlichen Leiter in der Burg gedacht. Das obere Ende (nahe den Privaträumen des Earls) war für den Earl und seine Familie reserviert und das untere Ende (nahe der Küche und den anderen Räumen für die Dienerschaft) für den Rest des Haushaltes. Im Mittelalter war der Rittersaal reich mit Bildwirkereien verziert.
Der Lion Tower war der Eingang an der Nordseite des Rittersaals. Über dem Durchgangsbogen durch den Turm gab es heraldische Wappen, Symbole für die Macht der de Percys als Earls. Der Löwe unten war das Emblem der Earls. Über dem Löwen befanden sich alte Wappen der Familie Lucy, deren Besitzungen die de Percys in den 1380er Jahren erbten. Heute sind sie stark beschädigt. Da der Turm von der Vorburg aus zugänglich war, befand sich rechter Hand ein Durchgang zur nie fertiggestellten Kollegiatkirche. Linker Hand war der Rittersaal und weiter südlich die Salons. Rechts befanden sich der Getränkelagerraum, die Vorratskammer, die Speisekammer und die Küche. Direkt nördlich der Küche war der Ausfalltorturm. Er entstand um 1200 und seine oberen Geschosse wurden später als Wohnräume umgebaut. Das Ausfalltor war ein gegenüber dem Torhaus nachrangiger Eingang. Seine Lage in der Nähe der Küche legt es nahe, dass er als Lieferanteneingang diente, durch den die Vorräte in die Burg geschafft wurden.

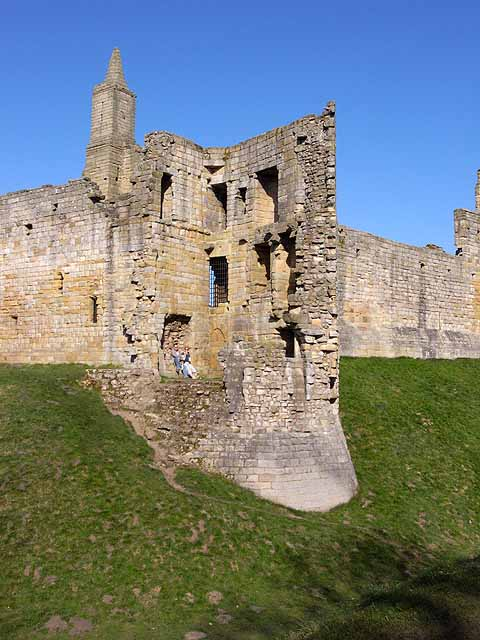
Der Carrickfergus Tower in der Südwestecke brach im 18. Jahrhundert teilweise zusammen.

Der quadratische Little Stair Tower war der Eingang von der Vorburg zu den Salons südlich des Rittersaals. Im Erdgeschoss gab einen Eingang an jeder der Fassaden des Turms. Direkt südlich der Ostmauer des Turmes lag die Kapelle der Burg. Der nördliche Eingang führte zum Rittersaal, der westliche in einen Keller unter dem Paradeschlafzimmer. Bis heute erhalten sind nur noch Fragmente der Wendeltreppe. Oberhalb des Durchgangs gab es einen einzelnen Raum mit unbekanntem Zweck. Er mag als weitere Kapelle, Gästezimmer oder Vorzimmer gedient haben, in dem Gäste auf eine Audienz beim Earl warten mussten.
Südlich des Rittersaals gab es ein zweistöckiges Gebäude mit Salons, etwa aus dem Jahr 1200. Dort gab es schmale Fensteröffnungen in die Vorburg, die aber später geschlossen wurden. Das erst Obergeschoss wurde komplett vom Paradeschlafzimmer eingenommen, das mit einem offenen Kamin ausgestattet war. In der Südwestecke des Raumes befand sich eine Tür zu einem kleinen Raum, der möglicherweise als Safe diente. Das Erdgeschoss wurde als Keller genutzt, durch den der Carrickfergus Tower betreten werden konnte. Der vieleckige Turm konnte auch vom Paradeschlafzimmer im ersten Stock aus betreten werden. Er war mit Latrinen und einem offenen Kamin ausgestattet und stellte einen Anbau an die herrschaftliche Wohnung mit den Paradezimmern dar.

### Südliche und östliche Gebäudefluchten
Den Montagu Tower in der Südostecke ließ vermutlich John Neville, Lord Montagu im 15. Jahrhundert bauen. Seine oberen Räume waren mit Latrinen und offenen Kaminen ausgestattete Wohnräume, vermutlich für die wichtigeren Mitglieder des Haushaltes. Im 16. Jahrhundert diente das Erdgeschoss als Stallung. Der Zweck der Gebäude an der südlichen Kurtine zwischen Montagu Tower und dem Torhaus ist nicht bekannt. Nördlich des Montagu Tower, an der östlichen Kurtine, befinden sich die Ruinen der Stallungen, die zwei Stockwerke hoch waren. Westlich der Stallungen gab es ein Brunnenhaus mit einem in Stein eingefassten Brunnen, der etwa 18 Meter tief war. Der Grey Mare’s Tail Tower, vermutlich in den 1290er Jahren gebaut, hat je eine Schießscharte in jeder seiner fünf Fassaden, die Blicke entlang der Kurtine ermöglichen.

### Donjon

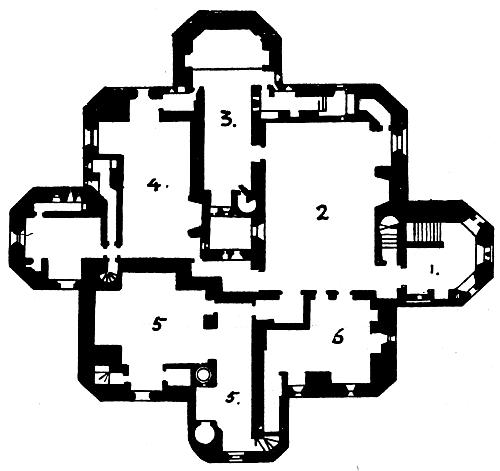
Grundriss des 1. Obergeschosses des Donjons aus The Growth of the English House von John Alfred Gotch, 1909. Norden ist links. 1: Vestibül (von Eingang im Erdgeschoss aus); 2: Rittersaal; 3: Kapelle; 4: Paradeschlafzimmer; 5: Küchen; 6: Vorratskammer und Getränkelagerraum.

Goodall beschreibt den Donjon von Warkworth als „ein Meisterstück mittelalterlicher Architektur in England“. Er wurde im letzten Viertel des 14. Jahrhunderts errichtet und wurde vermutlich von John Lewyn entworfen. Sein Grundriss entsprach in der Form einem griechischen Kreuz und der Donjon war mit Zinnen und eventuell Zierstatuen gekrönt. Um das obere Ende des Bauwerks sind Steinmetzarbeiten in Form von Engeln, die Schilde halten, bis heute erhalten. Ein großer Löwe aus dem Wappen der de Percys blickte von der Nordseite des Donjons über die Stadt. Der Löwe und die Skulpturen waren vermutlich ursprünglich bemalt und hoben sich vom Rest des Gebäudes ab. Der Archäologe Oliver Creighton meint, dass der Neubau des Donjons und andere Bauarbeiten die fortdauernde Herrschaft der Eigentümer zeigen sollten. Oben auf dem Donjon befindet sich ein Aussichtsturm, der aber weniger hervorstach, bevor das Dach des Donjons entfernt wurde.
Goodall meint, dass der Donjon nur für kurze Zeitabschnitte genutzt wurde und die westliche Gebäudeflucht mit dem Rittersaal der bevorzugte Aufenthaltsort des Lords während seiner ausgedehnten Besuche auf Warkworth Castle war. Das Erdgeschoss wurde hauptsächlich als Lagerraum für Speisen und Wein genutzt, aber es gab auch einen Raum mit Zugang zu einer etwa 2,7 m² großen Kellerkammer. Man denkt, dass dies ein Zählraum mit Bodensafe oder ein Wachraum mit Kerker im Boden war. In der Westmauer des Donjons befindet sich ein Ausfalltor, durch das Lieferungen ins Gebäude kamen. Die Küchen belegten die Westseite des ersten Obergeschosses und waren mit Treppen zu den Lagerräumen unmittelbar darunter verbunden. In der Südostecke befand sich der Rittersaal, der ursprünglich mit einer zentralen Feuerstelle beheizt wurde und sich über erstes und zweites Obergeschoss erstreckte. Eine Kapelle neben dem Rittersaal führte zu einem großen Paraderaum, in dem der Lord Gäste empfing. Das zweite Obergeschoss war dem häuslichen Gebrauch vorbehalten und enthielt Schlafkammern und Salons. Im 19. Jahrhundert, als der Rest von Warkworth Castle schon in Ruinen lag, wurden die Räume des zweiten Obergeschosses mit einem neuen Dach versehen und dienten den Herzögen bei gelegentlichen Besuchen. In der Mitte des Donjons gab es einen Lichtschacht mit Fenstern zu den umgebenden Räumen. An seinem Fuß befand sich ein Tank für Regenwasser, das man für Reinigungszwecke benutzte.